# 小川友幸
小川友幸（おがわ ともゆき、1976年10月4日 - ）は、三重県四日市市出身のオートバイ・トライアルライダー。トライアル国際A級スーパークラスライダー。全日本トライアル選手権を2013年から2023年まで11連覇、通算13回の制覇を達成している。ニックネームは「GATTI（ガッチ）」。
現役のトライアルライダーとして全日本選手権国際A級スーパークラスで活躍を続け、また日本最大級のトライアルスクール「GATTIスクール」の塾長としてトライアルの普及にも力を注いでいる。

## 経歴
- 1990年 自転車トライアル・ミニメットクラスで世界チャンピオンとなる。
- 1991年 バイクトライアルへ転向する。
- 1992年 全日本選手権国際B級でチャンピオンとなる。
- 2007年 全日本選手権国際A級スーパークラスでチャンピオンとなる。
- 2010年 全日本選手権国際A級スーパークラスでチャンピオンとなる。
- 2013年 ～2023年全日本選手権国際A級スーパークラスでチャンピオンとなる。